# Mesochorus jucundus
Mesochorus jucundus là một loài tò vò trong họ Ichneumonidae.